# إد هوك
إد هوك (بالإنجليزية: Ed Hawk)‏ هو لاعب كرة قاعدة أمريكي، ولد في 22 فبراير 1888 في إكستر في الولايات المتحدة، وتوفي في 26 مارس 1936 في نيوشو ‏ في الولايات المتحدة.

## وصلات خارجية
- إد هوك على موقعبيزبول رفرنس.كوم (الدوري الرئيسي) (الإنجليزية)